# صومعه رستاخیز سویازشک

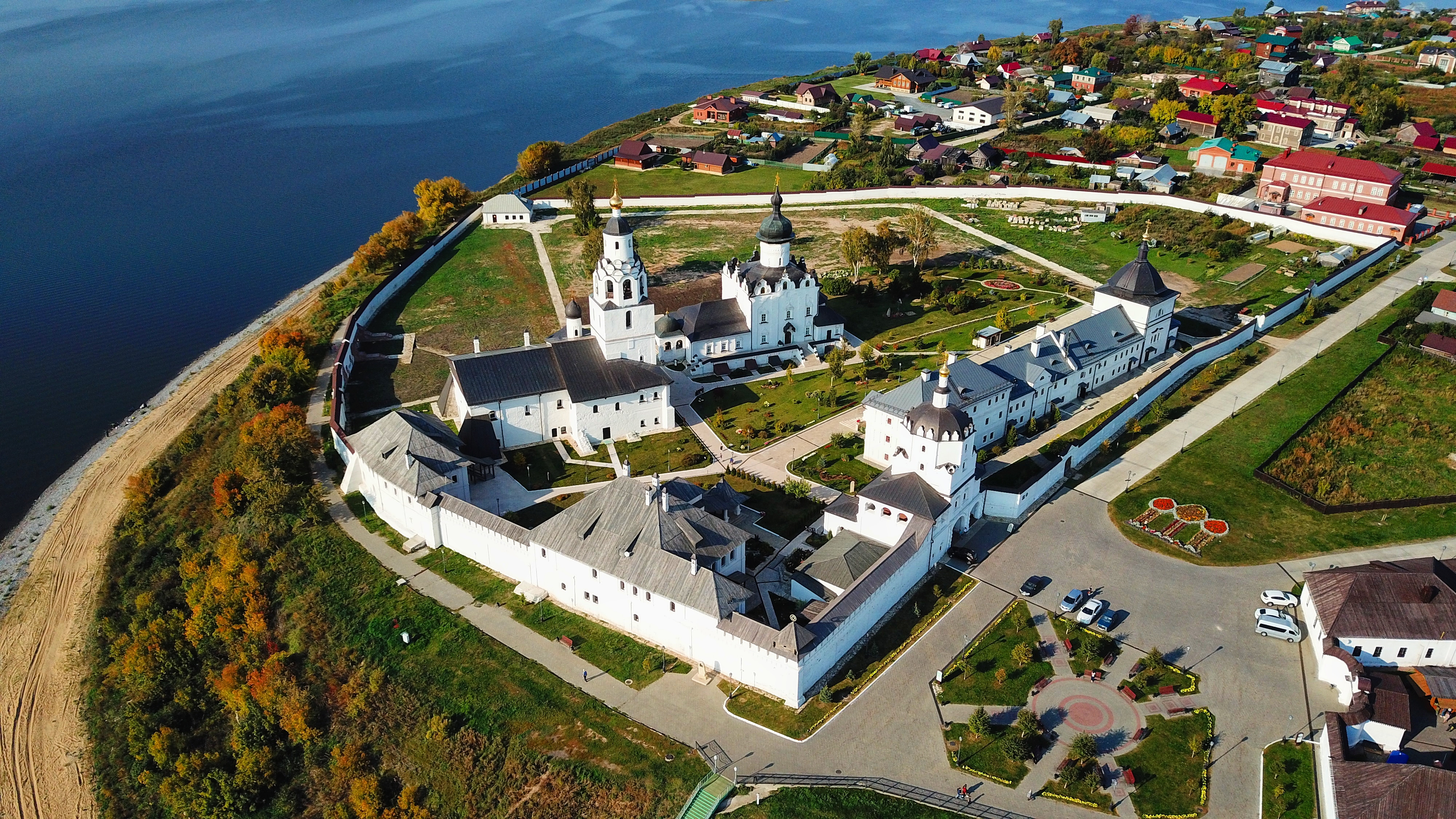
صومعه‌های اسویاژسک

صومعه رستاخیز سویازشک (انگلیسی: Sviyazhsk Assumption Monastery) در سویازشک، تاتارستان، روسیه یک صومعه ارتدوکس روسی برای مردان است که در فهرست یونسکو میراث جهانی قرار دارد. گفته می‌شود که این صومعه در جزیره شهر سویازشک واقع شده است، اما در واقع دسترسی جاده‌ای به سرزمین اصلی آن وجود دارد. این صومعه در سال ۱۵۵۵ ساخته شد، در همان زمانی که اسقف نشین کازان تأسیس شد و در برنامه‌ریزی ایوان مخوف، تزار روسیه برای مستعمره‌سازی منطقه رود ولگا، به عنوان مرکز اصلی آموزشی و فرهنگی در قرن‌های ۱۶ تا ۱۸ عمل می‌کرد. به ویژه، این صومعه یکی از اولین چاپ فشاریها در روسیه را، همراه با Moscow Print Yard، داشت. نقاشی‌های دیواری این صومعه از بهترین نقاشی‌های دیواری حفظ شده در روسیه هستند.